# Association Sportive de Saint-Étienne 1963-1964
Questa voce raccoglie le informazioni riguardanti l'Associaton Sportive de Saint-Étienne nelle competizioni ufficiali della stagione 1963-1964.

## Maglie
Fonte:
| Manica sinistra · Manica sinistra · Maglietta · Maglietta · Manica destra · Manica destra · Pantaloncini · Calzettoni |

## Rosa
| N. |                    | Ruolo | Calciatore       |
| -- | ------------------ | ----- | ---------------- |
|    | Francia (bandiera) | P     | Pierre Bernard   |
|    | Francia (bandiera) | P     | René Donoyan     |
|    | Francia (bandiera) | P     | Robert Philippe  |
|    | Francia (bandiera) | D     | Juan Casado      |
|    | Francia (bandiera) | D     | Régis Courbon    |
|    | Francia (bandiera) | D     | Élie Mercati     |
|    | Francia (bandiera) | D     | Georges Polny    |
|    | Italia (bandiera)  | D     | Nello Sbaiz      |
|    | Francia (bandiera) | D     | Richard Tylinski |
|    | Francia (bandiera) | C     | René Domingo     |
|    | Francia (bandiera) | C     | René Ferrier     |
|    | Francia (bandiera) | C     | Joseph Hartmann  |
|    | Francia (bandiera) | C     | Robert Herbin    |

| N. |                    | Ruolo | Calciatore        |
| -- | ------------------ | ----- | ----------------- |
|    | Francia (bandiera) | C     | Aimé Jacquet      |
|    | Francia (bandiera) | C     | Roland Mitoraj    |
|    | Francia (bandiera) | A     | Manuel Balboa     |
|    | Francia (bandiera) | A     | Jean-Claude Baulu |
|    | Francia (bandiera) | A     | Gérard Epalle     |
|    | Francia (bandiera) | A     | Jacques Foix      |
|    | Francia (bandiera) | A     | André Guy         |
|    | Francia (bandiera) | A     | Jean Masson       |
|    | Algeria (bandiera) | A     | Rachid Mekhloufi  |
|    | Camerun (bandiera) | A     | Frédéric N'Doumbé |
|    | Francia (bandiera) | A     | Robert Salen      |
|    | Francia (bandiera) | A     | Jacques Veggia    |

### Andamento in campionato
| Giornata  | 1  | 2  | 3  | 4 | 5 | 6 | 7 | 8 | 9 | 10 | 11 | 12 | 13 | 14 | 15 | 16 | 17 | 18 | 19 | 20 | 21 | 22 | 23 | 24 | 25 | 26 | 27 | 28 | 29 | 30 | 31 | 32 | 33 | 34 |
| --------- | -- | -- | -- | - | - | - | - | - | - | -- | -- | -- | -- | -- | -- | -- | -- | -- | -- | -- | -- | -- | -- | -- | -- | -- | -- | -- | -- | -- | -- | -- | -- | -- |
| Luogo     | C  | T  | C  | T | C | T | C | T | C | T  | C  | T  | T  | C  | T  | C  | T  | C  | T  | C  | T  | C  | T  | C  | T  | C  | T  | C  | T  | C  | C  | T  | T  | C  |
| Risultato | N  | P  | V  | V | N | V | N | V | V | N  | N  | V  | N  | V  | P  | V  | V  | V  | V  | V  | P  | V  | P  | V  | P  | P  | P  | V  | N  | V  | V  | V  | P  | N  |
| Posizione | 11 | 18 | 13 | 5 | 9 | 4 | 3 | 2 | 1 | 2  | 2  | 1  | 1  | 1  | 1  | 1  | 1  | 1  | 1  | 1  | 1  | 1  | 1  | 1  | 1  | 1  | 1  | 1  | 1  | 1  | 1  | 1  | 1  | 1  |

Fonte:  France » Ligue 1 1963/1964 » Schedule, su worldfootball.net.
Legenda:

Luogo: C = Casa; T = Trasferta. Risultato: V = Vittoria; N = Pareggio; P = Sconfitta.